# Druga slovenska nogometna liga 1996-1997
La Druga slovenska nogometna liga 1996-1997 (in lingua italiana: Secondo campionato calcistico sloveno 1996-1997), abbreviata in 2. SNL 1996-1997, fu la sesta edizione della seconda serie del campionato di calcio sloveno.

## Formula
Le 16 squadre partecipanti disputarono un girone all'italiana con gare di andata e ritorno (30 giornate totali) al termine delle quali:
- La vincitrice fu promossa in 1. SNL 1997-1998
- La seconda classificata disputò uno spareggio contro la penultima della 1. SNL 1996-1997
- Le ultime due furono retrocesse in 3. SNL 1997-1998

### Avvenimenti
Lo Izola, retrocesso dalla 1. SNL 1995-1996 non si iscrisse al campionato. Il suo posto venne preso dallo Jadran Hrpelje-Kozina.
Il Triglav iniziò la stagione in 3. SNL 1996-1997 Ovest. Durante la pausa invernale, il Triglav si fuse col Naklo, membro della 2. SNL, a formare il NK Triglav Naklo, che proseguì nel girone di ritorno. Contemporaneamente, in terza divisione, il torneo fu concluso dal NK Naklo Triglav.

## Squadre partecipanti
| Squadra                | Città           | Stadio               | Stagione 1995-96 | Stagione 1995-96 |
| Squadra                | Città           | Stadio               | Pos.             | Divisione        |
| ---------------------- | --------------- | -------------------- | ---------------- | ---------------- |
| Ljubljana              | Lubiana         | Stadion ŽŠD          | 1°               | 2. SNL           |
| Nafta                  | Lendava         | Športni park Lendava | 2°               | 2. SNL           |
| Mavrica Črnuče         | Črnuče, Lubiana | Športni park Črnuče  | 3°               | 2. SNL           |
| Šentjur                | Šentjur         | Športni park Šentjur | 4°               | 2. SNL           |
| Železničar             | Maribor         | Športni Park Tabor   | 5°               | 2. SNL           |
| Piran                  | Pirano          | Stadion pod obzidjem | 7°               | 2. SNL           |
| BS Tehnik Domžale      | Domžale         | Športni park Domžale | 8°               | 2. SNL           |
| ERA Šmartno            | Šmartno ob Paki | Stadion Šmartno      | 9°               | 2. SNL           |
| Elektroelement Zagorje | Zagorje ob Savi | Mestni stadion       | 10°              | 2. SNL           |
| SET Vevče              | Vevče, Lubiana  | Stadion Slavija      | 11°              | 2. SNL           |
| Rudar Trbovlje         | Trbovlje        | Rudar Stadion        | 12°              | 2. SNL           |
| Živila Naklo           | Naklo           | Stadion pod Štucljem | 13°              | 2. SNL           |
| Drava                  | Ptuj            | Mestni stadion       | 14°              | 2. SNL           |
| Goriške Opekarne Renče | Ranziano        | Športni park Renče   | 1°               | 3. SNL Ovest     |
| Jadran Hrpelje-Kozina  | Cosina          | Stadion Krvavi Potok | 2°               | 3. SNL Ovest     |
| Dravograd              | Dravograd       | Športni center       | 1°               | 3. SNL Est       |

## Classifica
|                  | Pos. | Squadra               | Pt | G  | V  | N  | P  | GF | GS | DR  |
| ---------------- | ---- | --------------------- | -- | -- | -- | -- | -- | -- | -- | --- |
|                  | 1.   | Vevče                 | 60 | 29 | 17 | 9  | 3  | 57 | 19 | +38 |
|                  | 2.   | Drava Ptuj            | 56 | 29 | 16 | 8  | 5  | 49 | 19 | +30 |
|                  | 3.   | Dravograd             | 50 | 29 | 14 | 8  | 7  | 41 | 28 | +13 |
|                  | 4.   | Nafta                 | 48 | 29 | 12 | 12 | 5  | 36 | 28 | +8  |
|                  | 5.   | Rudar Trbovlje        | 45 | 29 | 12 | 9  | 8  | 38 | 29 | +9  |
|                  | 6.   | Šentjur               | 42 | 29 | 11 | 9  | 9  | 37 | 38 | −1  |
|                  | 7.   | Domžale               | 39 | 29 | 11 | 6  | 12 | 40 | 30 | +10 |
|                  | 8.   | Zagorje               | 38 | 29 | 9  | 11 | 9  | 37 | 37 | 0   |
|                  | 9.   | Železničar Maribor    | 37 | 29 | 10 | 7  | 12 | 37 | 33 | +4  |
|                  | 10.  | Renče                 | 37 | 29 | 10 | 7  | 12 | 32 | 34 | −2  |
|                  | 11.  | Triglav Naklo         | 36 | 29 | 8  | 12 | 9  | 37 | 31 | +6  |
|                  | 12.  | Šmartno ob Paki       | 35 | 29 | 10 | 5  | 14 | 42 | 43 | −1  |
|                  | 13.  | Jadran Hrpelje-Kozina | 33 | 29 | 9  | 6  | 14 | 27 | 48 | −21 |
|                  | 14.  | Črnuče                | 28 | 29 | 7  | 7  | 15 | 26 | 48 | −22 |
|                  | 15.  | Piran                 | 21 | 29 | 6  | 3  | 20 | 19 | 74 | −55 |
|                  | 16.  | NK Lubiana            | 8  | 15 | 1  | 5  | 9  | 10 | 26 | −16 |
| Fonte: rsssf.org |      |                       |    |    |    |    |    |    |    |     |

Legenda:
      Promosso in 1. SNL 1997-1998.
  Partecipa agli spareggi.
      Retrocesso in 3. SNL 1997-1998.
      Escluso dal campionato.
Regolamento:
Tre punti a vittoria, uno a pareggio, zero a sconfitta.
In caso di arrivo di due o più squadre a pari punti, la graduatoria viene stilata secondo la classifica avulsa tra le squadre interessate (= scontri diretti).
Note:
NK Lubiana ritirato dopo il girone d'andata.

### Spareggio
Il Drava Ptuj incontrò il Beltinci, penultimo in 1. SNL 1996-1997, con gare di andata e ritorno, per un posto in 1. SNL 1997-1998.
| Squadra 1 | Totale | Squadra 2  | Andata     | Ritorno    |
| --------- | ------ | ---------- | ---------- | ---------- |
|           |        |            | 07.06.1997 | 12.06.1997 |
| Beltinci  | 1 – 0  | Drava Ptuj | 1 – 0      | 0 – 0      |